# Comté de Sharp
Pour les articles homonymes, voir Sharp.
Le comté de Sharp est un comté de l'État de l'Arkansas aux États-Unis. Au recensement de 2010, il comptait 17 264 habitants. Son siège est Ash Flat.

## Démographie
| 1870  | 1880  | 1890   | 1900   | 1910   | 1920   |
| ----- | ----- | ------ | ------ | ------ | ------ |
| 5 400 | 9 047 | 10 418 | 12 199 | 11 688 | 11 132 |

| 1930   | 1940   | 1950  | 1960  | 1970  | 1980   |
| ------ | ------ | ----- | ----- | ----- | ------ |
| 10 715 | 11 497 | 8 999 | 6 319 | 8 233 | 14 607 |

| 1990   | 2000   | 2010   | - | - | - |
| ------ | ------ | ------ | - | - | - |
| 14 109 | 17 119 | 17 264 | - | - | - |